# 髙橋靖恵
髙橋 靖恵（たかはし やすえ）は、日本の心理学者・臨床心理士。京都大学大学院教育学研究科臨床心理学講座教授、日本ロールシャッハ学会会長。

## 人物・経歴
名古屋大学大学院教育学研究科修了、教育学修士。同博士後期課程単位取得退学。臨床心理士、家族心理士、公認心理師。愛知淑徳短期大学コミュニケーション学科助教授、九州大学大学院人間環境学研究院准教授を経て、京都大学大学院教育学研究科教育学環専攻臨床心理学講座教授。2000年名古屋大学より博士（教育心理学）の学位を取得。2016年日本心理臨床学会理事。2021年京都大学大学院教育学研究科教育心理学系長、日本ロールシャッハ学会会長、日本家族心理学会理事、日本精神分析学会運営委員会委員。

## 著書
- 『コンセンサスロールシャッハ法  : 青年期の心理臨床実践にいかす家族関係理解』金子書房 2012年

### 共著
- 『実践ロールシャッハ法 : 思考・言語カテゴリーの臨床的適用』（森田美弥子, 高橋昇, 杉村和美, 中原睦美と共著）ナカニシヤ出版 2010年
- 『心理臨床実践におけるスーパーヴィジョン : スーパーヴィジョン学の構築』（皆藤章編）日本評論社 2014年

### 編書
- 『家族のライフサイクルと心理臨床』金子書房 2008年
- 『心理療法における終結と中断』（岡野憲一郎, 松下姫歌と共編）創元社 2016年
- 『いのちを巡る臨床 : 生と死のあわいに生きる臨床の叡智』（松下姫歌と共編）創元社 2018年
- 『ライフステージを臨床的に理解する心理アセスメント』金子書房 2021年